# Edviges de Württemberg
Edviges de Württemberg  (15 de janeiro de 1547 - 4 de março de 1590) foi uma princesa de Württemberg por nascimento e condessa de Hesse-Marburgo por casamento.

## Biografia
Edviges era a filha mais velha do duque Cristóvão de Württemberga e da sua esposa Ana Maria de Brandemburgo-Ansbach, filha do conde Jorge de Brandemburgo-Ansbach.
Casou-se no dia 10 de maio de 1563 com o conde Luís IV de Hesse-Marburgo em Estugarda. Sendo uma luterana rigorosa, Edviges influenciou muito o seu marido, o que resultou numa associação religiosa íntima entre o seu marido e o duque de Württemberg, mas também levou a que Luís se opusesse ao seu irmão Guilherme que queria unir as forças protestantes da Alemanha.
Edviges morreu em 1547 e foi enterrada ao lado do marido numa campa com a estátua dos dois por cima na Igreja de Santa Maria em Marburgo.

## Genealogia
| Edviges de Württemberga | Pai: Cristóvão de Württemberga         | Avô paterno: Ulrico de Württemberga        | Bisavô paterno: Henrique de Württemberga            |
| Edviges de Württemberga | Pai: Cristóvão de Württemberga         | Avô paterno: Ulrico de Württemberga        | Bisavó paterna: Isabel de Zweibrücken-Bitsch        |
| Edviges de Württemberga | Pai: Cristóvão de Württemberga         | Avó paterna: Sabina da Baviera             | Bisavô paterno: Alberto IV da Baviera               |
| Edviges de Württemberga | Pai: Cristóvão de Württemberga         | Avó paterna: Sabina da Baviera             | Bisavó paterna: Cunegunda da Áustria                |
| Edviges de Württemberga | Mãe: Ana Maria de Brandemburgo-Ansbach | Avô materno: Jorge de Brandemburgo-Ansbach | Bisavô materno: Frederico I de Brandemburgo-Ansbach |
| Edviges de Württemberga | Mãe: Ana Maria de Brandemburgo-Ansbach | Avô materno: Jorge de Brandemburgo-Ansbach | Bisavó materna: Sofia da Polónia                    |
| Edviges de Württemberga | Mãe: Ana Maria de Brandemburgo-Ansbach | Avó materna: Edviges de Münsterberg-Oels   | Bisavô materno: Carlos I de Münsterberg-Oels        |
| Edviges de Württemberga | Mãe: Ana Maria de Brandemburgo-Ansbach | Avó materna: Edviges de Münsterberg-Oels   | Bisavó materna: Ana de Żagań                        |